# 海爾 (佛羅里達州)
海爾（英語：Haile）是位於美國佛羅里達州阿拉楚阿縣的一個非建制地區。該地的面積和人口皆未知。

## 地理
海爾的座標為29°41′44″N 82°25′16″W / 29.69556°N 82.42111°W，而該地的平均海拔高度為26米（即85英尺）。